# Tocqueville (Manche)
Tocqueville is een gemeente in het Franse departement Manche in de regio Normandië en telt 275 inwoners (2005). De plaats maakt deel uit van het arrondissement Cherbourg.

## Geografie
De oppervlakte van Tocqueville bedraagt 5,9 km², de bevolkingsdichtheid is 46,6 inwoners per km².

## Verkeer en vervoer
In de gemeente ligt gesloten spoorwegstation Tocqueville-Gouberville.
De onderstaande kaart toont de ligging van Tocqueville (Manche) met de belangrijkste infrastructuur en aangrenzende gemeenten.

## Demografie
Onderstaande figuur toont het verloop van het inwonertal (bron: INSEE-tellingen).

1. ↑  Populations de référence 2022.